# Sako TRG
Le SAKO TRG (pour Tarkkuuskiv'ri Riihim'ki G-sarja) est un fusil de précision finlandais produit par l'armurier SAKO à Riihim'ki. Le TRG se décline en plusieurs versions et calibres pour des usages civils et militaires.

## Histoire
Présenté pour la première fois en 1989, le TRG-21 a été développé pour succéder aux SAKO TR-6 et Valmet M86.
Conçu directement pour un usage militaire, le TRG est chambré pour la cartouche de .308 Winchester (7.62x51 OTAN) et utilise un mécanisme à verrou à trois tenons, rompant avec le système à deux tenons hérité des fusils Mauser utilisé jusque-là sur les armes de la marque. Le mécanisme a toutefois été prévu pour chambrer des cartouches d'une longueur maximale de 75 millimètres, permettant l'emploi de munitions plus puissantes. Cela donnera naissance au TRG-41 chambré en .338 Lapua Magnum et .300 Winchester Magnum.
A la fin des années 1990, SAKO entreprend de moderniser les TRG-21 et TRG-41 via un nouveau bipied, un frein de bouche redessiné et des optiques de visée plus puissantes. Ces améliorations donneront naissance aux TRG-22 et TRG-42.
En 2013, une nouvelle modernisation est entreprise et inclut une nouvelle plaque de couche sur la crosse, une détente améliorée et réglable, un levier d'éjection du chargeur redessiné et un pontet amélioré pour faciliter l'éjection du chargeur.
Pour 2018, SAKO introduit les TRG-22 A1 et TRG-42 A1 qui reprennent la carcasse en aluminium du TRG M10 et son système de fixation d'accessoires M-LOK et sa crosse ajustable et rabattable.
Le TRG connaîtra également à partir de 1992 des variantes destinées à la chasse, appelées TRG-S M995 et TRG-S M995 Magnum, qui seront commercialisées jusqu'en 2003.

## Conception technique
Le SAKO TRG est un fusil de précision à verrou dont le verrouillage de la culasse s'effectue via trois tenons.
Il est disponible dans un grand nombre de calibres différents. Si les deux principaux sont le .308 Winchester et .338 Lapua Magnum, il peut également être chambré en .260 Remington, 6.5 Creedmoor et .300 Winchester Magnum.
L'approvisionnement s'effectue par des chargeurs détachables de dix cartouches (.308 Winchester), sept cartouches (.300 Lapua Magnum) ou cinq cartouches (.338 Lapua Magnum). Il est également possible d'engager directement une cartouche dans la chambre.
Les accessoires disponibles comprennent une visée mécanique de secours, différents freins de bouche, des interfaces de montages pour l'optique de visée, des rails Picatinny supplémentaires, un modérateur de son, divers bipieds, un kit d'entretien et de nettoyage et des mallettes de transport.

## Utilisateurs
- Albanie : Utilisé par la RENEA et les forces terrestres albanaises.
- Algérie : Les TRG-22 et 42 sont en dotation au sein des forces spéciales et des unités d'élite de l'Armée algérienne[7].
- Finlande : En service dans l'armée finlandaise.
- France : Le TRG-42 est en dotation dans l'Armée de terre, notamment dans le Groupement de commandos de montagne (GCM)[8].
- Italie : Le TRG-42 est utilisé par le 9e Régiment d'assaut parachutiste Col Moschin, la Guardia di Finanza et le Gruppo di Intervento Speciale[9].
- Suisse : Fusil de précision 04 de calibre 8,6 mm est en service dans l'Armée suisse[10].
- Turquie : La Turquie a acquis 350 exemplaires du TRG-42.

## Culture populaire
La famille TRG est assez peu représentée dans l'univers du jeu vidéo ou du cinéma. Le TRG-21 apparaît dans le jeu vidéo Cross Fire, un jeu de tir multijoueur sorti en 2007.
Le  TRG-42 est disponible dans les jeux vidéo Hitman : Blood Money, Counter-Strike Online et Hitman : Absolution et Caliber.
Un Sako TRG-42 est également visible dans l'épisode Depth Perception de la série télévisée Burn Notice.